# Foreign Sand
「Foreign Sand」（フォリン・サンド）は、1994年6月1日にリリースされたロジャー・テイラーとYOSHIKIによるコラボレーション・シングル。ロジャー・テイラーの3作目のアルバム『ハピネス?』に収録されている。2021年にリリースされたテイラーの6作目のアルバム『アウトサイダー』にはイングリッシュ・ミックスとして再録されている。

## 概要
ヴァージン・レコード社長の紹介で1992年にロサンゼルスで知り合った二人であったが、YOSHIKIが『Eternal Melody』の制作のため渡英した1993年にロンドンで再会。ロジャー・テイラーの自宅に招かれたYOSHIKIが人種差別をテーマとしたコラボレーションを提案。その後、「Foreign Sand」というタイトルと曲だけをYOSHIKIが書き、ロジャー・テイラーがそれに歌詞を付けた。ロジャー・テイラーによる歌詞は人種差別を嘆く内容となっている。
2人は1994年に奈良の東大寺で行われたコンサート『GME '94 〜21世紀への音楽遺産をめざして〜 AONIYOSHI』で共演し、ゲストとしてX JAPANのボーカリストTOSHIがコーラスで参加した。

## 収録曲
| - イギリス CD マキシ・シングル 1. 「フォリン・サンド」（シングル・バージョン）— 4:31 2. 「ユー・ハッド・トゥ・ビー・ゼア」— 2:55 3. 「フォリン・サンド」（アルバム・バージョン）— 6:53 4. 「ファイナル・デスティネーション」— 5:33 - イギリス 12インチ・ピクチャー盤 1. 「フォリン・サンド」（シングル・バージョン）— 4:31 2. 「ユー・ハッド・トゥ・ビー・ゼア」— 2:55 3. 「フォリン・サンド」（アルバム・バージョン）— 6:53 4. 「ファイナル・デスティネーション」— 5:33 - イギリス 7インチ・ビニール盤 1. 「フォリン・サンド」（シングル・バージョン）— 4:31 2. 「ユー・ハッド・トゥ・ビー・ゼア」— 2:55 - イギリス カセット・シングル 1. 「フォリン・サンド」（シングル・バージョン）— 4:31 2. 「ユー・ハッド・トゥ・ビー・ゼア」— 2:55 | - オランダ CD マキシ・シングル 1. 「フォリン・サンド」（シングル・バージョン）— 4:31 2. 「ユー・ハッド・トゥ・ビー・ゼア」— 2:55 3. 「フォリン・サンド」（アルバム・バージョン）— 6:53 4. 「ファイナル・デスティネーション」— 5:33 - オランダ CD マキシ・シングル（紙スリーヴ仕様） 1. 「フォリン・サンド」（シングル・バージョン）— 4:31 2. 「ユー・ハッド・トゥ・ビー・ゼア」— 2:55 - 日本 CD シングル 1. 「Foreign Sand」— 6:53 2. 「Final Destination」— 5:33 |

## パーソネル
| - 石坂敬一 - エグゼクティブ・プロデューサー - 井ノ口弘彦 - A&R - 宇都宮カズ - エグゼクティブ・プロデューサー - グレッグ・カルビ - マスタリング - 萱森健 - デザイン - マイク・ギンク - レコーディング - ジム・クリーガン - ギター - ジェフ・グレイス - プログラミング - マイク・ストック - アシスタント・エンジニア - フィル・チェン - ベース | - ロジャー・テイラー - ボーカル、プロデューサー - 福士昌明 - A&R、デザイン - ブラッド・バクサー - プログラミング - ジム・ビーチ - エグゼクティブ・プロデューサー - リッチ・ブリーン - レコーディング、ミキシング - ディック・マークス - ストリングス・アレンジ - ドック・マギー - エグゼクティブ・プロデューサー - 眞下幸孝 - エグゼクティブ・プロデューサー - タル・ミラー - アシスタント・エンジニア - YOSHIKI - ドラムス、ピアノ、シンセサイザー、プロデューサー |

## チャート成績

### 週間チャート
| チャート（1994年）               | 最高順位 |
| -------------------------------- | -------- |
| 日本（オリコンチャート）         | 13       |
| イギリス（全英シングルチャート） | 26       |

## リリース歴
| 地域     | リリース日    | 規格                   | レーベル         |
| -------- | ------------- | ---------------------- | ---------------- |
| 日本     | 1994年6月1日  | CDシングル             | イーストワールド |
| イギリス | 1994年9月19日 |                        |                  |
| イギリス | 1994年9月19日 | 12インチ・ピクチャー盤 | パーロフォン     |
| イギリス | 1994年9月19日 | 7インチ・ビニール盤    | パーロフォン     |
| イギリス | 1994年9月19日 | CDシングル             | パーロフォン     |
| イギリス | 1994年9月19日 | カセット・シングル     | パーロフォン     |
| オランダ | 1994年10月3日 | CDシングル             | パーロフォン     |